# Змеева Новинка
Змеева Новинка — деревня в Будогощском городском поселении Киришского района Ленинградской области.

## История
Деревня Новинка упоминается на карте Новгородского наместничества 1792 года А. М. Вильбрехта.
Деревня Новинка обозначена на специальной карте западной части России Ф. Ф. Шуберта 1844 года.

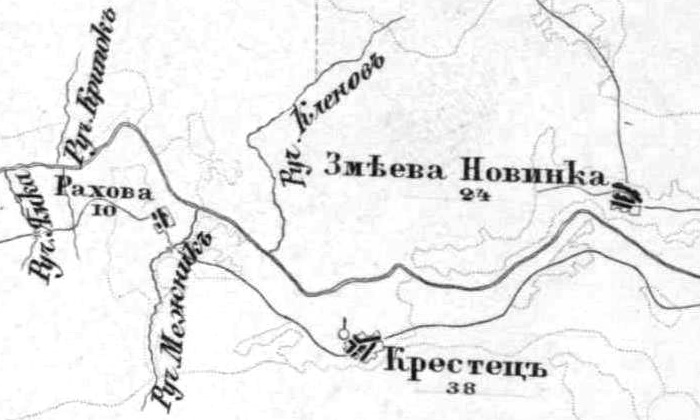
Деревня Змеева Новинка на карте Ф. Ф. Шуберта 1872 года

Согласно карте Ф. Ф. Шуберта 1872 года деревня называлась Змеева Новинка и насчитывала 24 двора.

БОЛЬШАЯ НОВИНКА (ЗЕШЕВО, НОВИНКА) — деревня Новинского сельского общества, прихода села Бутково.
 
Крестьянских дворов — 39. Строений — 115, в том числе жилых — 49. Мелочная лавка.

Число жителей по семейным спискам 1879 г.: 82 м. п., 93 ж. п.; по приходским сведениям 1879 г.: 96 м. п., 105 ж. п.

Сборник Центрального статистического комитета описывал её так:

БОЛЬШАЯ НОВИНКА — деревня бывшая владельческая при реке Шарья, дворов — 38, жителей — 179; часовня, лавка. (1885 год)

В конце XIX века деревня административно относилась к Недашецкой волости 1-го стана, в начале XX века — Недашецкой волости 4-го стана 3-го земского участка Тихвинского уезда Новгородской губернии.

ЗМЕЕВА НОВИНКА (БОЛЬШАЯ НОВИНКА) — деревня Новинского сельского общества, дворов — 55, жилых домов — 98, число жителей: 198 м. п., 224 ж. п. 

Занятия жителей — земледелие, лесные заработки. Река Шарья. Часовня, церковно-приходская школа, мелочная лавка. (1910 год)

Согласно карте Петроградской и Новгородской губерний 1915 года деревня Змеева Новинка насчитывала 24 крестьянских двора.
С 1917 по 1928 год деревня Змеева Новинка входила в состав Недашецкой волости Тихвинского уезда Новгородской губернии.
С 1918 года в составе Череповецкой губернии.
С 1927 года в составе Лашинского сельсовета Будогощенского района.
С 1928 года в составе Крестецкого сельсовета. В 1928 году население деревни Змеева Новинка составляло 175 человек.
С 1932 года в составе Киришского района.

Деревня Змеева Новинка на карте 1932 года

Согласно карте Ленинградской области Северо-западного аэрогеодезического треста ГГУ издания 1932 года деревня называлась Заднева Новинка и насчитывала 18 крестьянских дворов.
По данным 1933 года деревня называлась Змеево Новинка и входила в состав Крестецкого сельсовета Киришского района.
Согласно переписи населения СССР 1939 года население деревни Змеева Новинка составляли 62 мужчины и 67 женщин, всего 129 человек.
С 1963 года в составе Волховского района.
С 1965 года вновь в составе Киришского района. В 1965 году население деревни Змеева Новинка составляло 84 человека.
По данным 1966 года деревня Змеева Новинка также входила в состав Крестецкого сельсовета.
По данным 1973 и 1990 годов деревня Змеева Новинка входила в состав Будогощского сельсовета.
В 1997 году в деревне Змеева Новинка Будогощской волости проживали 19 человек, в 2002 году — 15 (русские — 93 %).
В 2007 году в деревне Змеева Новинка Будогощского ГП проживали 14 человек, в 2010 году — 11.

## География
Деревня расположена в юго-восточной части района на автодороге 41К-569 (Подъезд к деревне Змеева Новинка), к северу от автодороги 41К-115 (Кириши — Будогощь — Смолино).
Расстояние до административного центра поселения — 18 км.
Расстояние до ближайшей железнодорожной станции Будогощь — 17 км.
Деревня находится на правом берегу реки Шарья.

## Демография
| 1879 | 1885 | 1910 | 1928 | 1965 | 1997 | 2002 |
| ---- | ---- | ---- | ---- | ---- | ---- | ---- |
| 175  | ↗179 | ↗422 | ↘175 | ↘84  | ↘19  | ↘15  |
| 2007 | 2010 | 2017 |      |      |      |      |
| ↘14  | ↘11  | ↘8   |      |      |      |      |

### Национальный состав
Согласно данным Всероссийской переписи населения 2021 года в деревне проживали 2 человека, все русские.

## Достопримечательности
- Часовня иконы Божией Матери «Всех скорбящих Радость», 2000 года постройки, деревянная, действующая. Приписана к Свято-Троицкому храму города Кириши[22].
- Святой источник во имя иконы Божией Матери «Всех скорбящих Радость»[23]

## Улицы
Весенняя, Заречная, Лесной переулок.